# Gahi
Gahi – miejscowość w Wallis i Futunie (wspólnota zamorska Francji), położona na wyspie Uvea, w dystrykcie Mua. Według spisu powszechnego z 2018 roku, liczyła 249 mieszkańców.